# Паучина
Паучина је врста влакна које производе пауци. Паучина има изврсну снагу и флексибилност, може да се растегне до два пута по дужини, без пуцања. Сваки паук производи неколико врста влакана. Неке врсте паука испредају мрежу помоћу решеткастог поља на коме се отварају жлезде, а нити распоређују помоћу чешљића смештеног на задњем пару ногу. Након неколико дана мрежа престаје да буде лепљива, па паук мрежу рециклира, једући је и израђујући нову. Највеће мреже плету пауци раширени по тропској Африци, југоисточној Азији и Мадагаскару. Њихове мреже досежу и до 8 m.